# Eryx johnii
Eryx johnii, nombres comunes: boa de la arena de la India, boa de la arena roja, boa de la arena marrón, es una especie de serpiente de la familia de las boas (Boidae). Se distribuye por Irán, Pakistán e India. No se reconocen subespecies al momento. 

## Etimología
El nombre específico, johnii, es en honor del naturalista alemán Christoph Samuel John (1747-1813), quien fue un misionero en la India desde 1771 hasta su muerte. 

## Descripción
Los adultos rara vez exceden los 61 cm (2 pies) de longitud total (incluyendo la cola), aunque a veces llegan a 91 cm (3 pies). Adaptada a la madriguera, la cabeza tiene forma de cuña con estrechas fosas nasales y ojos muy pequeños. El cuerpo es de forma cilíndrica con pequeñas escamas dorsales lisas. La cola, que es redondeada, y no distinta del cuerpo, aparece truncada. La coloración varía de marrón rojizo a amarillo-bronceado.

## Distribución geográfica
E. johnii se encuentra desde Irán a través de Pakistán en el oeste, el sur y el noroeste de la India . La localidad tipo dada es "Tranquebar" (Tanjore, Trichy, sudeste de Madras, India) y se encuentra en el desierto indio.

## Hábitat
La serpiente se encuentra en lugares secos, llanuras de matorral semi-desierto y colinas rocosas secas. Prefiere arena suelta, o suelo arenoso que se desmenuza fácilmente.

## Comportamiento

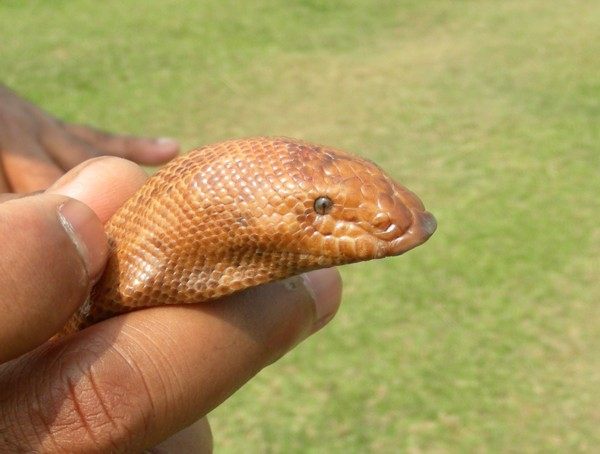
E. johnii

Debido a la semejanza de la cola con su cabeza, y su hábito, cuando está alarmado, de enrollar y levantar la cola como si fuera la cabeza, E. johnii se llama do-muha (que significa dos cabezas en hindi) Bihar, Uttar Pradesh y Rajasthan, India. 

### Alimentación
La dieta se compone principalmente de mamíferos tales como ratas, ratones y otros roedores pequeños que matan por constricción. Algunos ejemplares, aparentemente se alimentan exclusivamente de otras serpientes.

### Reproducción
E. johnii es ovovivíparo, con las hembras dando a luz a un máximo de 14 crías a la vez.

## Comercio ilegal
Hay muchas creencias supersticiosas acerca de E. johnii que se les atribuyen a causa de su apariencia de dos puntas, como la que representa buena suerte, curar el SIDA, etc. Tal fe ciega ha puesto en peligro la especie, y en el comercio ilegal en la India, a pesar de ser una especie protegida en la Lista IV de la Ley de Protección de la Naturaleza de 1972, de la India.